# Sommarflicka
"Sommarflicka" är en svensk poplåt från 1969 skriven av Pugh Rogefeldt. Den framfördes av Svante Thuresson i Melodifestivalen 1969 där den slutade på sjätte plats med fyra poäng. Låten dirigerades av Claes Rosendahl.
Låten gavs ut som singel 1969 på Metronome, producerad av Anders Burman. Den nådde varken Svensktoppen eller Svenska singellistan. Som B-sida valdes "Under sol, över hav", en översättning av Eddie Brigatis och Felix Cavalieres "People Got to Be Free" med svensk text av Rogefeldt.

## Låtlista
Sida A
1. "Sommarflicka" (Pugh Rogefeldt)

Sida B
1. "Under sol, över hav" ("People Got to Be Free", Eddie Brigati och Felix Cavaliere, svensk text Pugh Rogefeldt)